# اونگوت

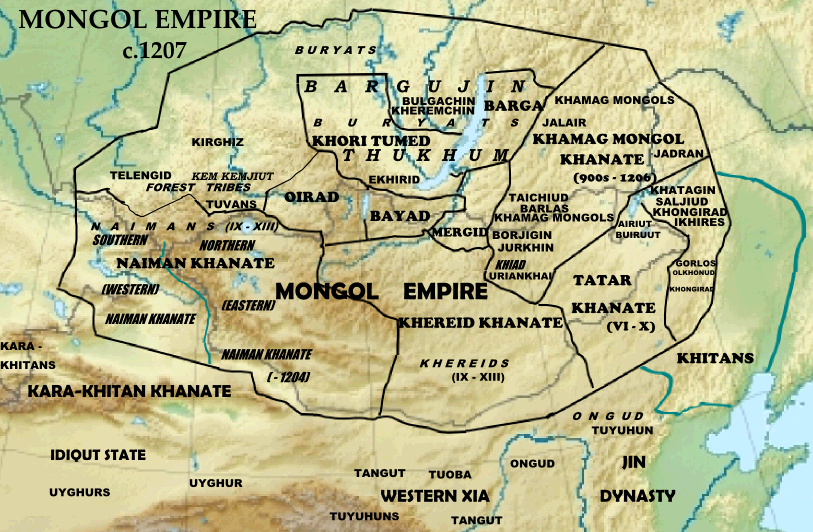
امپراتوری مغول حدود ۱۲۰۷، اونگود و همسایگان آنها

اونگود، اونگوت (انگلیسی: Ongud) در زمان چنگیز خان (۱۱۶۲–۱۲۲۷) یک قبیله مردم ترک بودند که در شمال چین شمال چین، قزاقستان، قرقیزستان و مغولستان داخلی فعال بودند.